# Cercozoa
{{Taxobox
| name = 
| image = Chlorarachnion reptans.jpg
| image_widh = 250п
| image_caption = 
| domain = 
| regnum = 
| phylum = 
| phylum_authority = (Cavalier-Smith) Adl et al. 2005
| subdivision_ranks = класе
| subdivision =
- -{Chlorarachnea
- Ebridea
- Imbricatea / Silicofilosea
- Phaeodarea
- Proteomyxidea
- Sarcomonadea
- Thecofilosea}-

}}
Cercozoa је велика и разноврсна група протиста, која не поседује апоморфне морфолошке или етолошке особине. Ћелије су амебоидне (са филоподијама) или са два бича, поседују тубуларне кристе у митохондријама, често стварају цисте, микротела и/или екструзоме. Кинетозоми су цитоскелетним елементима повезани са једром.

## Филогенетски односи
У оквиру групе Cercozoa више-мање јасно се одвајају следеће монофилетске кладе:

 (родови Ampullataria, Euglyphidion, Heteroglypha, Matsakision)

 (обухвата и )
  1879 

Incertae sedis Cercozoa (родови Cryothecomonas, Gymnophrys, Lecythium, Massisteria, Metopion, Proleptomonas, Pseudodifflugia)